# Европско првенство у фудбалу за жене 2025.
Европско првенство у фудбалу за жене 2025. године, обично познато као УЕФА Европско првенство за жене 2025 или једноставно Евро 2025, било је 14. издање УЕФА првенства за жене, четворогодишњег међународног фудбалског првенства које организује УЕФА за женске репрезентације Европе. Турнир се игра у Швајцарској од 2. до 27. јула 2025. године. То је треће издање откако је проширено на 16 тимова. Турнир се вратио свом уобичајеном четворогодишњем циклусу након што је претходни турнир одложен за 2022. годину због пандемије ковида 19.
Бранилац титуле Енглеска је успешно одбранила титулу победом над Шпанијом у финалу.

## Спољaшње везе
- Званични веб-сајт
- Switzerland 2025 bid info at Swiss Football Association